# Иубилей
«Иубилей» (англ. Jewbilee) — эпизод 309 (№ 40) сериала «Южный Парк», премьера которого состоялась 28 июля 1999 года. Эпизод является третьей и заключительной частью «Трилогии о метеорном дожде», в которой события трёх эпизодов развиваются в одну и ту же ночь. 2 других эпизода трилогии — «Кошачья оргия» и «Два голых парня в горячей ванне».

## Сюжет
Шейла и Джеральд Брофловски собираются на вечеринку в честь метеорного дождя, которую устраивает школьный психолог мистер Мэки. Пока они готовятся, Кайл со своим братом Айком собирают вещи в Иубилейский лагерь — аналог бойскаутского лагеря для еврейских детей. Приходит Кенни и зовёт Кайла посмотреть на метеорный дождь. Тот объясняет, что едет в лагерь, и предлагает Кенни поехать с ним, хотя предупреждает, что его могут не пустить из-за нееврейской национальности. Родители Кайла соглашаются взять Кенни с собой, и по дороге вкратце объясняют ему принципы иудаизма. Оставив мальчиков в Иубилее, Шейла желает мальчикам хорошо развлечься, и советует Кенни «постараться вести себя как еврей». Затем она и Джеральд отбывают на вечеринку к мистеру Мэки.
Кенни проходит инициацию еврейских скаутов, несмотря на то, что не является евреем. Тем временем, Айка определяют в группу к «Давилкам», самым маленьким детям. После церемонии инициации мальчики вырезают фигурки из мыла, чтобы почтить вызванного еврейскими детьми возле костра чудовищного вида Моисея, который требует в качестве даров всевозможные самоделки. Моисей замечает, что Кенни — не еврей, и его изгоняют из лагеря. Тем не менее, когда Гарт — иудей из конфессии антисемитов — крадёт дух Моисея, заперев его в раковину, Кенни ценой своей жизни освобождает его и мешает злодею вызвать Амана.
Тем временем, одного из Давилок похищает медведь, которого семья Брофловски видела ранее. Руководитель Давилок решает поймать медведя, но только для того, чтобы получить значок за отвагу и стать руководителем скаутов вместо Давилок. Вскоре медведь похищает всех Давилок, а их руководитель отправляется обратно в лагерь, где в него стреляет Гарт, которому он мешает призывать Амана. Медведь ловит Кенни, и тот обнаруживает, что все Давилки живы, и медведица просто хотела составить компанию для своего медвежонка на день рождения. Кенни освобождает Давилок и жертвует собой, чтобы освободить Моисея, в результате чего Аман терпит поражение. Моисей убивает Гарта, и объявляет, что отныне евреи должны отмечать этот день в честь Кенни, принося дары Кенни в виде мыльных фигурок, картинок из макарон и погремушек из позолоченных бумажных тарелок с горошинами.

## Смерть Кенни
Кенни жертвует собой, чтобы спасти евреев, разбив свою голову о раковину, в которой был заточён Моисей. Это одна из нескольких смертей Кенни, которые выглядят как настоящий подвиг.

## Связь с другими эпизодами из трилогии о метеорном дожде
- Когда Кенни пытается поймать машину, чтобы уехать домой, машины АТО и полиции проезжают мимо, направляясь к вечеринке в доме мистера Мэки, где, как они думают, собралась секта самоубийц. Подробнее эти события описываются в эпизоде «Два голых парня в горячей ванне».
- Кайл появляется в конце предыдущего эпизода одетым в иубилейскую форму и обещает рассказать Стэну о том, что с ним произошло.

## Пародии
- На рясе старейшины евреев изображена вариация логотипа Супермена, в которой буква «S» заменена на Звезду Давида.
- Появляющийся из костра Моисей выглядит и разговаривает как MCP в фильме Трон[1]. Кроме этого, он сильно похож на дрейдл, особенно учитывая его постоянное вращение.

## Факты
- Когда евреи-скауты зовут Моисея, они поют «Кумбайя», которую также исполняет Нед в эпизоде «Вулкан».
- Когда младшие дети изготовляют аппликации из макарон, Айк делает копию фрески Леонардо да Винчи «Тайная вечеря».
- В этой серии не появляются Стэн и Картман.

## Отсылки к иудаизму
- Как и Моисей, Аман на самом деле не является сверхъестественным персонажем иудейского писания. Он был обычным человеком, и появлялся в Книге Есфирь как посланец царя персов, планирующий уничтожить всех евреев в стране. Тем не менее, в эпизоде он изображён в виде мрачного, похожего на Ктулху существа с красными глазами.
- Гарт, представитель конфессии антисемитов, отсылает к стереотипу о еврейской самоненависти.
- Название «Иубилей» (англ. Jewbilee) является гибридом между словами Jubilee (юбилей), Jamboree (ежегодный слёт скаутов) и Jew (еврей).